# Cascades Chunchanakatte
Les cascades Chunchanakatte (kanarès, ಚುಂಚನಕಟ್ಟೆ ಜಲಪಾತ) són unes cascades al riu Kaveri, a prop del poble de Chunchanakatte, a prop de la ciutat de Krishnarajanagar del districte de Mysore, Karnataka, Índia.
La caiguda d'aigua és d'uns 20 metres d'alçada. Es troba als Ghats Occidentals. Aquí el riu cau en dues petites cascades abans de tornar a unir-se per fluir com un sol riu.

## Descripció
A prop de Chunchankatte, el riu Kaveri forma unes cascades sorolloses d'uns 18 metres d'alçada i d'aproximadament de 90 a 120 metres d'amplada.
Quan el riu arriba a cascada es divideix en dues caigudes separades i s'uneix de nou per continuar fluint com un sol riu cap la presa de Krishna Raja Sagar (KRS).
El rugit és ensordidor i l'esprai de les cascades és refrescant. El brollament d'aigua de tots els racons i del llit rocós forma unes caigudes de color blanc lletós i l'aigua de color marró en algunes parts de les cascades mostra la fertilitat que el riu Kaveri aporta a la regió.
En un angle, es pot veure una gran quantitat d'aigua que sobresurt tres metres del llit rocós abans de caure en forma de cascada, mostrant la força a la qual flueix. Aquesta força està ben aprofitada aquí, on hi ha instal·lada una central hidràulica. Té el seu màxim cabal durant el monsó, però durant les estacions on hi ha menys aigua, es pot passejar per les roques i explorar la zona.
Les cascades no són segures, ja que el flux d'aigua augmenta sobtadament quan s'allibera aigua de la presa de Krishna Raja Sagar (KRS).

## Localització
Les cascades es troben al districte de Mysore, a 56 km de Mysore i a 14 km de Krishna Raja Nagar (KR Nagar). Estan ben comunicades per carretera. Els autobusos circulen entre Mysore i Chunchanakatte. El lloc no té cap comoditat, però a KR Nagar es poden trobar forns i petits restaurants i hotels.
Es pot arribar a les cascades prenent una desviació cap a Krishnarajanagar, a la carretera Mysore-Hassan. El desviament es troba a l'esquerra al cercle de la ciutat de KR Nagar. Un posterior gir a la dreta cap a una carretera de fang condueix a les cascades.
Aquesta regió està habitada principalment per agricultors i empleats d'una fàbrica de sucre local. Abans de la creació de la central elèctrica, aquest lloc era com un paradís a la terra amb la natura en el seu millor moment.

## El temple de Kodanda Rama
Hi ha un antic temple construït aquí dedicat al Senyor Kodanda Rama. La singularitat de l'ídol instal·lat aquí és que Sita es troba al costat dret de Rama en lloc de l'esquerra habitual.
Chunchanakatte és el lloc sagrat on, segons descriu la llegenda, Rama durant les seves vanvas va passar i va aprofitar l'hospitalitat d'una parella tribal anomenada Chuncha i Chunchi. Sembla que durant aquella època no hi havia ni una gota d'aigua, i quan l'esposa de Rama, Sita, va voler banyar-se, Rama va donar instruccions al seu germà Lakshmana per facilitar el desig de Sita. Lakshmana va disparar una fletxa sobre les roques i l'aigua va començar a brollar en abundància i Sita es va poder banyar. L'aigua tenia tres substàncies diferents, cúrcuma, oli i shikakai (fruita per al cabell o xampú natural). Aquests colors són visibles encara avui quan hi ha una considerable quantitat d'aigua que flueix a les cascades.
També en aquest bosc, Rama va conèixer Agnatha Rishi (un savi desconegut) i va quedar impressionat per la seva devoció a Narayana, de manera que Rama va demanar a Rishi que li demanés un desig i Rishi li va demanar que volia veure Rama amb Sita a la seva dreta. Es va concedir el desig i també es va instal·lar l'ídol al temple de la mateixa manera.

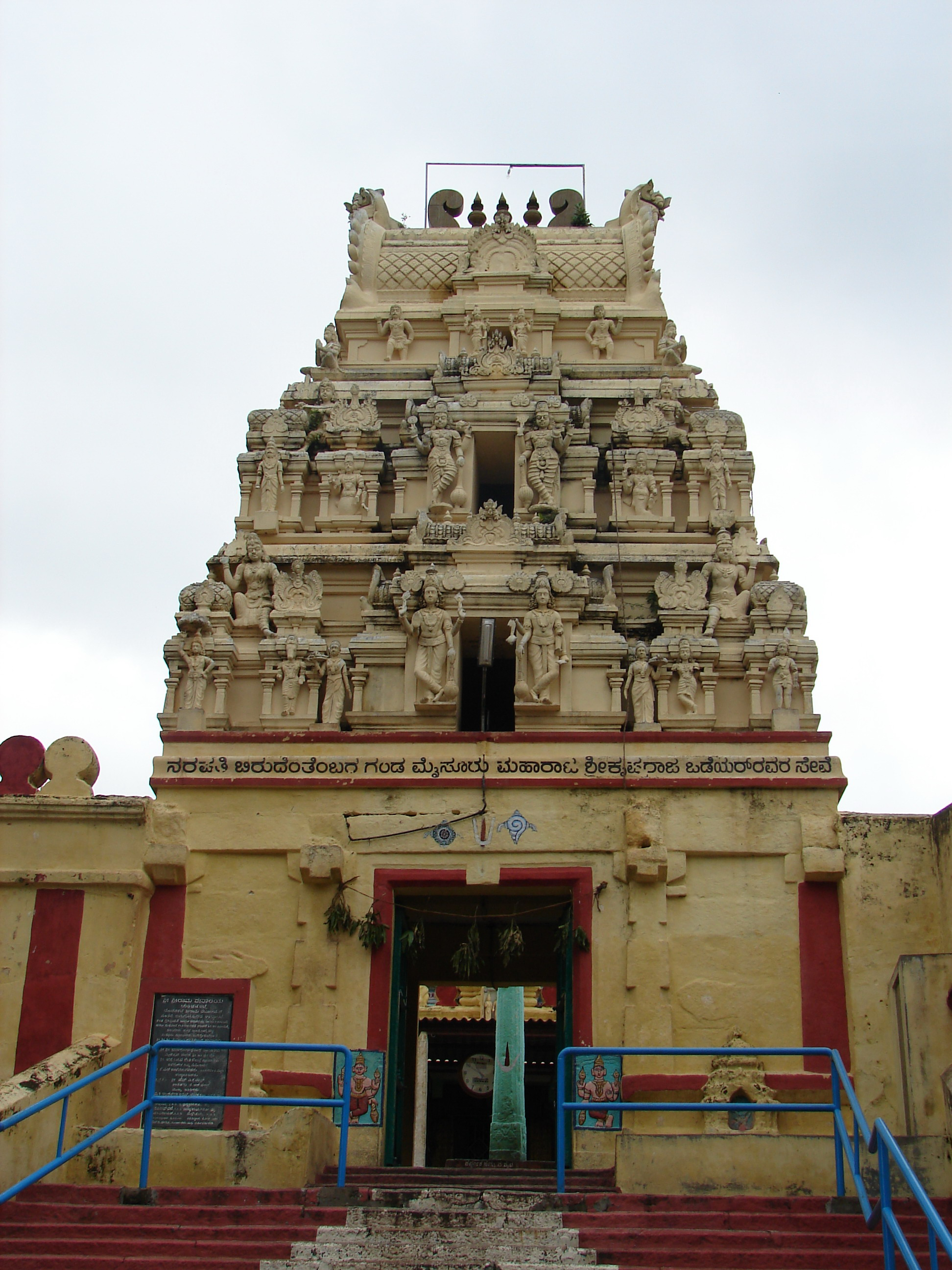
Temple de Kodanda Rama, a prop de les cascades Chunchankatte
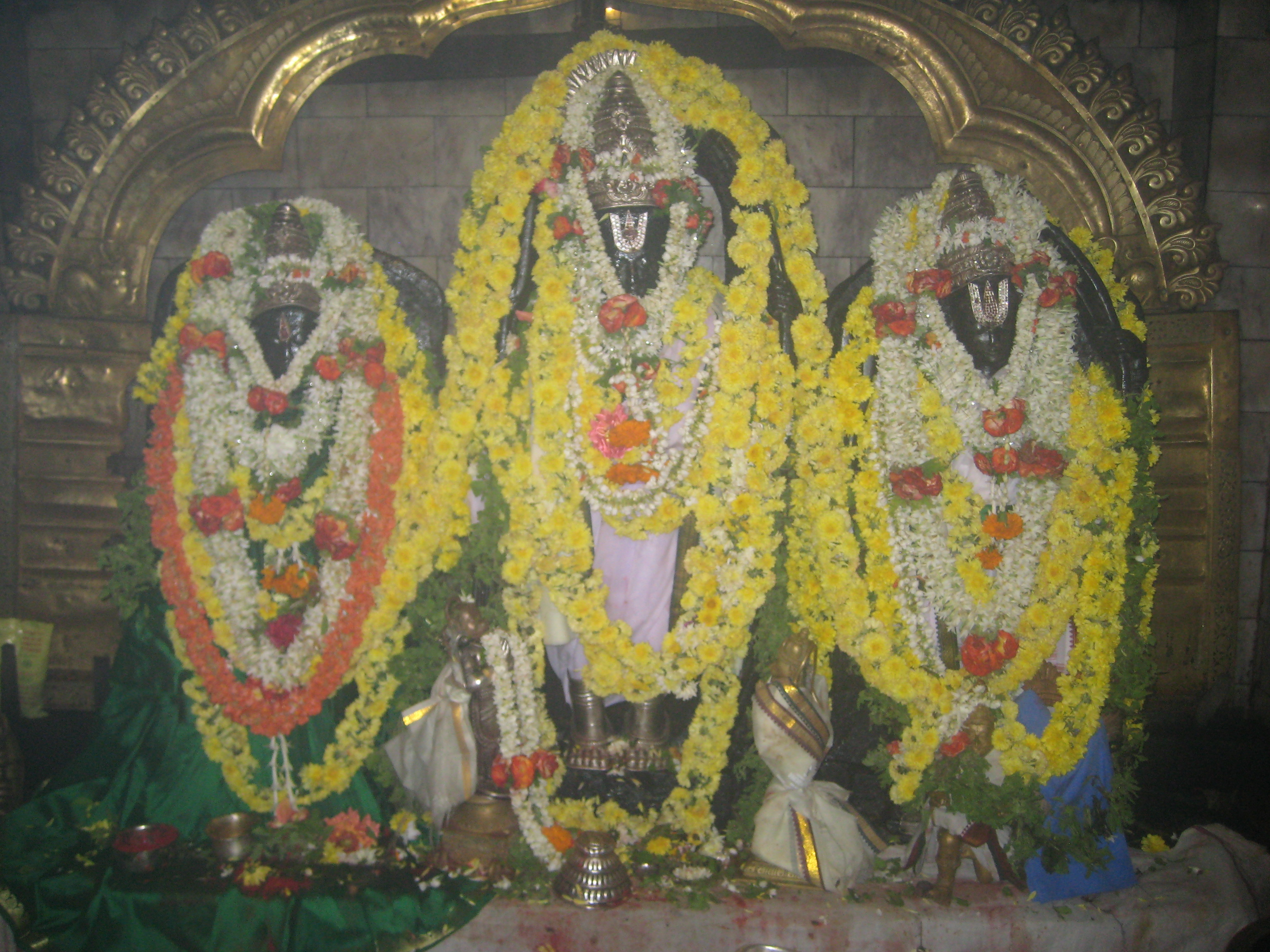
Ídol del Senyor Kodanda Rama

La característica més sorprenent d'aquest temple és que, tot i que les caigudes al costat del temple fan un soroll ensordidor, a l'interior del garbhagudi (Sanctum sanctorum) no se sent res del rugit. És com si les caigudes d'aigua no existissin. La llegenda narrada per aquest fenomen és així: sembla que Rama estava cansat de les queixes constants de Sita, de manera que va maleir que les dones no parlessin innecessàriament i que no augmentessin la contaminació acústica. Tot i que les dones fins ara no semblen haver estat afectades per la maledicció, el riu Kaveri (que es considera dona), almenys, no s'escolta al garbhagudi del temple.

## Esdeveniments destacats
El Brahma Ratotsava (festival de l'automòbil) se celebra cada any el dia de Makara shankranthi. Aquest dia cau al gener.
La festa del bestiar, que és una de les més grans d'aquesta regió, se celebra durant la primera setmana de gener.
Aquí es poden veure moltes aus aquàtiques i de terra. És un bon lloc per fer pícnic.